# Nyphasia pulchra
Nyphasia pulchra är en skalbaggsart som beskrevs av Judson Linsley Gressitt 1951. Nyphasia pulchra ingår i släktet Nyphasia och familjen långhorningar.
Artens utbredningsområde är Västpapua. Inga underarter finns listade i Catalogue of Life.